# Tachyta picipes
Tachyta picipes är en skalbaggsart som beskrevs av Kirby. Tachyta picipes ingår i släktet Tachyta och familjen jordlöpare. Inga underarter finns listade i Catalogue of Life.